# Candelieri

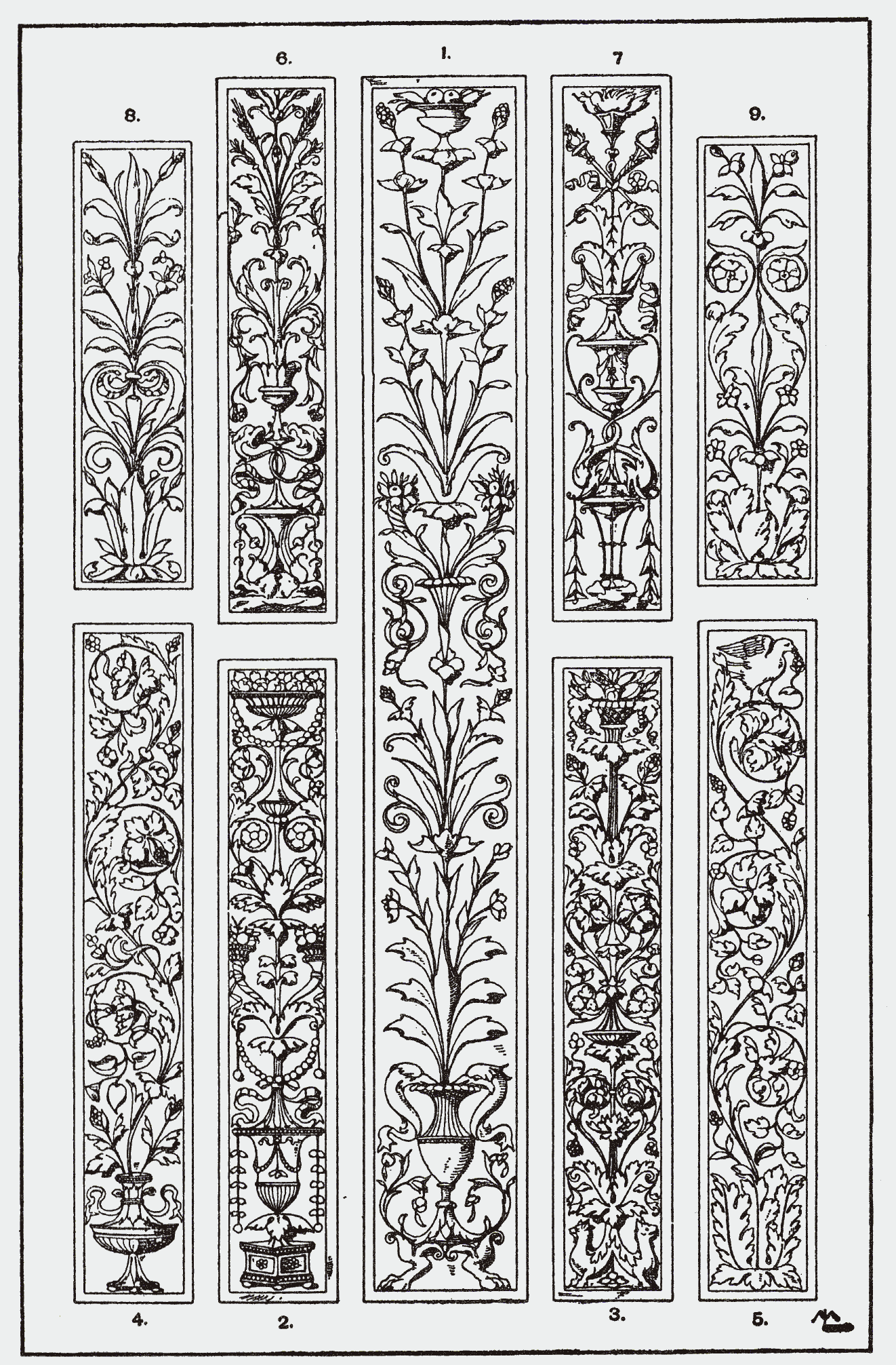
Làmina a Manual de la Ornamentación de Meyer (1929)

Candelieri o a candelieri, és una veu italiana amb la qual es descriu un tipus d'ornamentació que va sorgir a Itàlia pràcticament en el renaixement per reminiscències de l'art antic, i que encara que es pot apreciar a la pintura i la ceràmica és en l'aplicació de relleus escultòrics en l'arquitectura, on aquesta ornamentació, amb diferents combinacions es prodiga més.
És la típica decoració vegetal on es mostren fulles d'acant, cintes, roleus de girangonses, que s'aplica principalment en un subtil relleu dintre de les pilastres o columnes i és utilitzat també dintre de les capelles d'esglésies i catedrals com es pot apreciar al retaule major de la Col·legiata de Santa Maria de Gandia (1502-1508) en els fronts dels pilars. Una mica abans el 1495 Pedro Berruguete a les seves pintures al fresc de la capella de Sant Pere a la catedral de Toledo ja va començar a desenvolupar aquesta decoració. Juan de Flandes l'aplica a la decoració del retaule major de la Catedral Nova de Salamanca i en la taula de Crist a Emaús del retaule major de la Catedral de Palència. Un altre exemple d'aquesta rica decoració es dona en la façana de la Universitat de Salamanca.
Aquesta decoració a la península Ibèrica es va anar allargant durant els estils plateresc i barroc, nomenada també «zarcillo de acanto», encara que l'acant natural no treu circells, les flors i calzes que es troben sovint en aquesta ornamentació són gairebé sempre semblants al perfil d'una fulla d'acant però amb un disseny molt lliure per part de l'autor; acostuma a estar realitzada en plafons rectangulars i amb un centre conformat per una copa o canelobre i als costats la decoració és simètrica.